# 영국의 총리 목록
다음은 영국에서 군주의 명을 받들어, 영국 정부의 수장이자 내각 수장, 집권여당의 정치적 지도자로 나서는 영국 총리의 역대 목록이다.
영국에서 총리직이 처음 생긴 시기는 특정할 수 없다. 처음부터 완성된 직책으로서 시작된 것이 아니라, 시간을 거쳐 여러 통치권을 총리라는 한 직책으로 합치면서 오늘날의 영국 총리직이 완성되었기 때문이다. '총리' (Prime Minister)라는 표현을 개인적으로 처음 사용한 인물은 1730년대 로버트 월폴 경으로 알려져 있다. 영국 하원에서 공식적으로 해당 호칭을 언급한 것은 1805년, 본회의에서 확실한 용어로 자리잡게 된 것은 1880년대에 이르러서였다. 1905년부터는 의전서열에 총리가 공식적으로 포함되기 시작하였다.
영국 최초의 총리는 1721년부터 20여년간 그레이트브리튼 왕국 정부수장을 맡았던 로버트 월폴 경으로 보는 것이 학계의 정설이다. 이에 따르면 월폴은 영국 역사상 최장기간 재임 총리로도 남아 있다. 하지만 1905년 의전서열 공식 승인 이후를 기준으로 삼는다면 헨리 캠벨배너먼이 초대 총리, 마가렛 대처가 최장기 총리가 된다. 공식 조약에서 총리라는 직함을 처음 사용한 인물은 벤저민 디즈레일리로, 1878년 베를린 조약에서 '브리튼 여왕 폐하의 총리' (Prime Minister of Her Britannic Majesty)라고 서명하였다.
한편 엄밀히 말해서 '영국'의 시작을 1801년 그레이트브리튼 아일랜드 연합왕국 성립 이후로 본다면, 영국의 초대 총리는 윌리엄 피트가 된다. 이후 아일랜드가 1922년 아일랜드 공화국으로 독립하고 나서 그레이트브리튼 북아일랜드 연합왕국, 즉 지금의 영국이 되었음을 기준으로 삼는다면, 영국의 초대 총리는 보너 로가 되며, 또 한편으로 영국의 해당 국명이 아일랜드 독립 이후가 아닌 1927년에 변경되었다는 점에서는 스탠리 볼드윈이 초대 영국 총리로 바뀌게 된다.
현 영국 총리는 2024년 취임한 노동당의 키어 스타머이다.

## 18세기 총리 목록
| 이름                                                                                              | 초상 | 재임 기간                                                                 | 소속 정당 | 겸임 직책                    | 군주              |
| ------------------------------------------------------------------------------------------------- | ---- | ------------------------------------------------------------------------- | --------- | ---------------------------- | ----------------- |
| 로버트 월폴 Sir Robert Walpole                                                                    |      | 1721년 4월 4일~1742년 2월 11일(20년 10개월 7일, 7,618일) 역대 최장기 총리 | 휘그당    | 제1대장경 재무장관 하원 대표 | 조지 1세 조지 2세 |
| 제1대 윌밍턴 백작 스펜서 콤프턴 Spencer Compton The Earl of Wilimgton                             |      | 1742년 2월 16일~1743년 7월 2일(1년 4개월 16일, 501일)                     | 휘그당    | 제1대장경                    | 조지 2세          |
| 헨리 펠럼 Henry Pelham                                                                            |      | 1743년 8월 27일~1754년 3월 6일(10년 6개월 7일, 3,844일)                   | 휘그당    | 제1대장경 재무장관 하원 대표 | 조지 2세          |
| 제1대 뉴캐슬 공작 토머스 펠럼홀스 Thomas Pelham-Holles The Duke of Newcastle (제1차)              |      | 1754년 3월 16일~1756년 11월 16일(2년 8개월, 976일)                        | 휘그당    | 제1대장경 상원 대표          | 조지 2세          |
| 제4대 데번셔 공작 윌리엄 캐번디시 William Cavendish The Duke of Devonshire                        |      | 1756년 11월 16일~1757년 6월 25일(7개월 9일, 221일)                        | 휘그당    | 제1대장경 상원 대표          | 조지 2세          |
| 제1대 뉴캐슬 공작 토머스 펠럼홀스 Thomas Pelham-Holles The Duke of Newcastle (제2차)              |      | 1757년 7월 2일~1762년 5월 26일(4년 10개월 24일, 1,789일)                  | 휘그당    | 제1대장경 상원 대표          | 조지 2세 조지 3세 |
| 제3대 뷰트 백작 존 스튜어트 John Stuart The Earl of Bute                                          |      | 1762년 5월 26일~1763년 4월 8일(10개월 13일, 317일)                        | 토리당    | 제1대장경 상원 대표          | 조지 3세          |
| 조지 그렌빌 Geroge Grenville                                                                      |      | 1763년 4월 16일~1765년 7월 13일(2년 3개월 11일, 834일)                    | 휘그당    | 제1대장경 재무장관 하원 대표 | 조지 3세          |
| 제2대 로킹엄 후작 찰스 왓슨웬트워스 Charles Watson-Wentworth The Marquess of Rockingham (제1차)   |      | 1765년 7월 13일~1766년 7월 30일(1년 17일, 382일)                          | 휘그당    | 제1대장경 상원 대표          | 조지 3세          |
| 제1대 채텀 백작 윌리엄 피트 William Pitt the Elder The Earl of Chatham                            |      | 1766년 7월 30일~1768년 10월 14일(2년 2개월, 807일)                        | 휘그당    | 옥새상서                     | 조지 3세          |
| 제3대 그래프턴 공작 어거스터스 피츠로이 Augustus FitzRoy The Duke of Grafton                      |      | 1768년 10월 14일~1770년 1월 28일(1년 3개월 14일, 471일)                   | 휘그당    | 제1대장경 상원 대표          | 조지 3세          |
| 제2대 길포드 백작 프레더릭 노스 Frederick North Lord North                                        |      | 1770년 1월 28일~1782년 3월 22일(12년 1개월 22일, 4,436일)                 | 토리당    | 제1대장경 재무장관 하원 대표 | 조지 3세          |
| 제2대 로킹엄 후작 찰스 왓슨웬트워스 Charles Watson-Wentworth The Marquess of Rockingham (제2차)   |      | 1782년 3월 27일~1782년 7월 1일(3개월 4일, 96일)                           | 휘그당    | 제1대장경 상원 대표          | 조지 3세          |
| 제2대 셸번 백작 윌리엄 페티 William Petty The Earl of Shelburne                                   |      | 1782년 7월 4일~1783년 4월 2일(8개월 29일, 272일)                          | 휘그당    | 제1대장경 상원 대표          | 조지 3세          |
| 제3대 포틀랜드 공작 윌리엄 캐번디시벤팅크 William Cavendish-Bentinck The Duke of Portland (제1차) |      | 1783년 4월 2일~1783년 12월 19일(8개월 17일, 261일)                        | 휘그당    | 제1대장경 상원 대표          | 조지 3세          |
| 소 피트 William Pitt the Younger (제1차)                                                          |      | 1783년 12월 19일~1801년 3월 14일(17년 2개월 23일, 6,294일)                | 토리당    | 제1대장경 재무장관 하원 대표 | 조지 3세          |

## 19세기 총리 목록
| 이름                                                                                              | 초상 | 재임 기간                                                 | 소속 정당          | 겸임 직책                                          | 군주                  |
| ------------------------------------------------------------------------------------------------- | ---- | --------------------------------------------------------- | ------------------ | -------------------------------------------------- | --------------------- |
| 제1대 시드머스 자작 헨리 애딩턴 Henry Addington                                                   |      | 1801년 3월 17일~1804년 5월 10일(3년 1개월 23일·1,150일)   | 토리당             | 제1대장경 재무장관 하원 대표                       | 조지 3세              |
| 소 피트 William Pitt the Younger (제2차)                                                          |      | 1804년 5월 10일~1806년 1월 23일 (1년 8개월 13일·623일)    | 토리당             | 제1대장경 재무장관 하원 대표                       | 조지 3세              |
| 제1대 그렌빌 남작 윌리엄 그렌빌 William Wyndham Grenville The Lord Grenville                      |      | 1806년 2월 11일~1807년 3월 31일 (1년 1개월 20일·413일)    | 휘그당             | 제1대장경 상원 대표                                | 조지 3세              |
| 제3대 포틀랜드 공작 윌리엄 캐번디시벤팅크 William Cavendish-Bentinck The Duke of Portland (제2차) |      | 1807년 3월 31일~1809년 10월 4일 (2년 6개월 3일·918일)     | 토리당             | 제1대장경                                          | 조지 3세              |
| 스펜서 퍼시벌 Spencer Perceval                                                                    |      | 1809년 10월 4일~1812년 5월 11일 (2년 7개월 7일·950일)     | 토리당             | 제1대장경 재무장관 랭커스터 공작령 하원 대표       | 조지 3세              |
| 제2대 리버풀 백작 로버트 젱킨슨 Robert Banks Jenkinson Lord Liverpool                             |      | 1812년 6월 8일~1827년 4월 9일 (14년 10개월 1일·5,418일)   | 토리당             | 제1대장경 상원 대표                                | 조지 3세              |
| 조지 캐닝 George Canning                                                                          |      | 1827년 4월 10일~1827년 8월 8일 (3개월 29일·120일)         | 토리당             | 제1대장경 재무장관 하원 대표                       | 조지 4세              |
| 제1대 고드리치 자작 프레더릭 존 로빈슨 Frederick John Robinson The Viscount Goderich              |      | 1827년 8월 31일~1828년 1월 21일 (4개월 21일·143일)        | 토리당             | 제1대장경 하원 대표                                | 조지 4세              |
| 제1대 웰링턴 공작 아서 웰즐리 Arthur Wellesley The Duke of Wellington (제1차)                     |      | 1828년 1월 22일~1830년 11월 16일 (2년 9개월 25일·1,029일) | 토리당             | 제1대장경 하원 대표                                | 조지 4세              |
| 제2대 그레이 백작 찰스 그레이 Charles Grey The Earl Grey                                          |      | 1830년 11월 22일~1834년 7월 9일 (3년 7개월 17일·1,325일)  | 휘그당             | 제1대장경 하원 대표                                | 조지 4세              |
| 제2대 멜버른 자작 윌리엄 램 William Lamb The Viscount Melbourne (제1차)                           |      | 1834년 7월 16일~1834년 11월 14일 (3개월 29일·121일)       | 휘그당             | 제1대장경 하원 대표                                | 조지 4세              |
| 제1대 웰링턴 공작 아서 웰즐리 Arthur Wellesley The Duke of Wellington (제2차)                     |      | 1834년 11월 14일~1834년 12월 10일 (26일)                  | 토리당             | 제1대장경 내무장관 외무장관 식민지성장관 상원 대표 | 조지 4세              |
| 로버트 필 Sir Robert Peel (제1차)                                                                 |      | 1834년 12월 10일~1835년 4월 8일 (3개월 29일·119일)        | 보수당 (영국)      | 제1대장경 재무장관 하원 대표                       | 윌리엄 4세            |
| 제2대 멜버른 자작 윌리엄 램 William Lamb The Viscount Melbourne (제2차)                           |      | 1835년 4월 18일~1841년 8월 30일 (6년 4개월 12일·2,326일)  | 휘그당             | 제1대장경 하원 대표                                | 윌리엄 4세 빅토리아   |
| 로버트 필 Sir Robert Peel (제2차)                                                                 |      | 1841년 8월 30일~1846년 6월 29일 (4년 9개월 30일·1,764일)  | 보수당 (영국)      | 제1대장경 재무장관 하원 대표                       | 빅토리아              |
| 제1대 러셀 백작 존 러셀 Lord John Russell (제1차)                                                 |      | 1846년 6월 30일~1852년 2월 21일 (5년 7개월 22일·2,062일)  | 휘그당             | 제1대장경 하원 대표                                | 빅토리아              |
| 제14대 더비 백작 에드워드 스미스스탠리 Edward Smith-Stanley The Earl of Derby (제1차)             |      | 1852년 2월 23일~1852년 12월 17일 (9개월 24일·298일)       | 보수당             | 제1대장경 상원 대표                                | 빅토리아              |
| 제4대 애버딘 백작 조지 해밀턴고든 George Hamilton-Gordon The Earl of Aberdeen                     |      | 1852년 12월 19일~1855년 1월 30일 (2년 1개월 11일·772일)   | 필 지지파 (보수당) | 제1대장경 상원 대표                                | 빅토리아              |
| 제3대 파머스턴 자작 헨리 존 템플 Henry John Temple The Viscount Palmerston (제1차)                |      | 1855년 2월 6일~1858년 2월 19일 (3년 13일·1,109일)         | 휘그당             | 제1대장경 하원 대표                                | 빅토리아              |
| 제14대 더비 백작 에드워드 스미스 스탠리 Edward Smith-Stanley The Earl of Derby (제2차)            |      | 1858년 2월 20일~1859년 6월 11일 (1년 3개월 22일·476일)    | 보수당             | 제1대장경 상원 대표                                | 빅토리아              |
| 제3대 파머스턴 자작 헨리 존 템플 Henry John Temple The Viscount Palmerston (제2차)                |      | 1859년 6월 12일~1865년 10월 18일 (6년 4개월 6일·2,320일)  | 자유당 (영국)      | 제1대장경 하원 대표                                | 빅토리아              |
| 제1대 러셀 백작 존 러셀 Lord John Russell (제2차)                                                 |      | 1865년 10월 29일~1866년 6월 26일 (7개월 28일·240일)       | 자유당 (영국)      | 제1대장경 상원 대표                                | 빅토리아              |
| 제14대 더비 백작 에드워드 스미스 스탠리 Edward Smith-Stanley The Earl of Derby (제3차)            |      | 1866년 6월 28일~1868년 2월 25일 (1년 7개월 28일·607일)    | 보수당             | 제1대장경 상원 대표                                | 빅토리아              |
| 제1대 비컨스필드 백작 벤저민 디즈레일리 Benjamin Disraeli (제1차)                                 |      | 1868년 2월 27일~1868년 12월 1일 (10년 9개월 4일·3,930일)  | 보수당             | 제1대장경 하원 대표                                | 빅토리아              |
| 윌리엄 글래드스턴 William Ewart Gladstone (제1차)                                                 |      | 1868년 12월 3일~1874년 2월 17일 (5년 2개월 14일·1,902일)  | 자유당 (영국)      | 제1대장경 하원 대표 재무장관                       | 빅토리아              |
| 제1대 비컨스필드 백작 벤저민 디즈레일리 Benjamin Disraeli (제2차)                                 |      | 1874년 2월 20일~1880년 4월 21일 (6년 2개월 1일·2,252일)   | 보수당 (영국)      | 제1대장경 하원 대표 옥새상서 상원 대표             | 빅토리아              |
| 윌리엄 글래드스턴 William Ewart Gladstone (제2차)                                                 |      | 1880년 4월 23일~1885년 6월 9일 (5년 1개월 17일·1,873일)   | 자유당             | 제1대장경 하원 대표 재무장관                       | 빅토리아              |
| 제3대 솔즈베리 후작 로버트 개스코인세실 Robert Gascoyne-Cecil The Marquess of Salisbury (제1차)   |      | 1885년 6월 23일~1886년 1월 28일 (7개월 5일·219일)         | 보수당             | 외무장관 상원 대표                                 | 빅토리아              |
| 윌리엄 글래드스턴 William Ewart Gladstone (제3차)                                                 |      | 1886년 2월 1일~1886년 7월 20일 (5개월 18일·169일)         | 자유당             | 제1대장경 옥새상서 하원 대표                       | 빅토리아              |
| 제3대 솔즈베리 후작 로버트 개스코인세실 Robert Gascoyne-Cecil The Marquess of Salisbury (제2차)   |      | 1886년 7월 25일~1892년 8월 11일 (6년 17일·2,209일)        | 보수당             | 상원 대표 제1대장경 외무장관                       | 빅토리아              |
| 윌리엄 글래드스턴 William Ewart Gladstone (제4차)                                                 |      | 1892년 8월 15일~1894년 3월 2일 (1년 6개월 15일·564일)     | 자유당             | 제1대장경 옥새상서 하원 대표                       | 빅토리아              |
| 제5대 로즈베리 백작 아치벌드 프림로즈 Archibald Primrose The Earl of Rosebery                     |      | 1894년 3월 5일~1895년 6월 22일 (1년 3개월 17일·474일)     | 자유당             | 제1대장경 추밀원 의장 상원 대표                    | 빅토리아              |
| 제3대 솔즈베리 후작 로버트 개스코인세실 Robert Gascoyne-Cecil The Marquess of Salisbury (제3차)   |      | 1895년 6월 25일~1902년 7월 11일 (7년 16일·2,572일)        | 보수당             | 상원 대표 외무장관 옥새상서                        | 빅토리아 에드워드 7세 |

## 20세기 총리 목록
| 이름                                                                      | 초상                                                    | 재임 기간                                                  | 소속 정당                    | 겸임 직책                                      | 군주                           |
| ------------------------------------------------------------------------- | ------------------------------------------------------- | ---------------------------------------------------------- | ---------------------------- | ---------------------------------------------- | ------------------------------ |
| 제1대 밸푸어 백작 아서 밸푸어 Arthur Balfour                              |                                                         | 1902년 7월 11일~1905년 12월 5일 (3년 4개월 24일·1,243일)   | 보수당                       | 제1대장경 하원 대표                            | 에드워드 7세                   |
| 헨리 캠벨배너먼 Sir Henry Campbell-Bannerman                              |                                                         | 1905년 12월 5일~1908년 4월 7일 (2년 4개월 2일·854일)       | 자유당                       | 제1대장경 하원 대표                            | 에드워드 7세                   |
| 제1대 옥스포드와 애스퀴스 백작 허버트 헨리 애스퀴스 Herbert Henry Asquith |                                                         | 1908년 4월 7일~1916년 12월 7일 (8년 7개월 29일·3,166일)    | 자유당                       | 제1대장경 하원 대표 군사 담당 외무 장관 (1914) | 에드워드 7세 조지 5세          |
| 제1대 드위포의 로이드 조지 백작 데이비드 로이드 조지 David Lloyd George   |                                                         | 1916년 12월 7일~1922년 10월 19일 (5년 10개월 12일·2,142일) | 자유당                       | 제1대장경                                      | 조지 5세                       |
| 앤드루 보너 로 Andrew Bonar Law                                           |                                                         | 1922년 10월 23일~1923년 5월 20일 (6개월 27일·209일)        | 보수당 (영국)                | 제1대장경 하원 대표                            | 조지 5세                       |
| 제1대 뷰들리 백작 스탠리 볼드윈 Stanley Baldwin (제1차)                   |                                                         | 1923년 5월 23일~1924년 1월 16일 (7개월 24일·238일)         | 보수당 (영국)                | 제1대장경 하원 대표 재무 장관 (1923)           | 조지 5세                       |
| 램지 맥도널드 Ramsay MacDonald (제1차)                                    |                                                         | 1924년 1월 22일~1924년 11월 4일 (9개월 13일·287일)         | 노동당 (영국)                | 제1대장경 하원 대표 외무 장관                  | 조지 5세                       |
| 제1대 뷰들리 백작 스탠리 볼드윈 Stanley Baldwin (제2차)                   |                                                         | 1924년 11월 4일~1929년 6월 5일 (4년 7개월 1일·1,674일)     | 보수당                       | 제1대장경 하원 대표                            | 조지 5세                       |
| 램지 맥도널드 Ramsay MacDonald (제2,3차)                                  |                                                         | 1929년 6월 5일~1931년 8월 24일 (2년 2개월 19일·810일)      | 노동당                       | 제1대장경 하원 대표                            | 조지 5세                       |
| 램지 맥도널드 Ramsay MacDonald (제2,3차)                                  | 1931년 8월 24일~1935년 6월 7일 (3년 9개월 14일·1,383일) | 국민노동당 (거국일치내각)                                  | 제1대장경 하원 대표          |                                                | 조지 5세                       |
| 제1대 뷰들리 백작 스탠리 볼드윈 Stanley Baldwin (제3차)                   |                                                         | 1935년 6월 7일~1937년 5월 28일 (1년 11개월 1일·701일)      | 보수당 (영국) (거국일치내각) | 제1대장경 하원 대표                            | 조지 5세 에드워드 8세 조지 6세 |
| 네빌 체임벌린 Neville Chamberlain                                         |                                                         | 1937년 5월 28일~1940년 5월 10일 (2년 11개월 12일·1,078일)  | 보수당 (영국) (거국일치내각) | 제1대장경 하원 대표                            | 조지 6세                       |
| 윈스턴 처칠 Winston Churchill (제1,2차)                                   |                                                         | 1940년 5월 10일~1945년 5월 23일 (5년 13일·1,839일)         | 보수당 (영국) (연립)         | 제1대장경 국방 장관 하원 대표                  | 조지 6세                       |
| 윈스턴 처칠 Winston Churchill (제1,2차)                                   | 1945년 5월 23일~1945년 7월 26일 (2개월 3일·64일)        | 보수당 (일시 대행)                                         | 제1대장경 국방 장관          |                                                | 조지 6세                       |
| 제1대 애틀리 백작 클레멘트 애틀리 Clement Attlee                          |                                                         | 1945년 7월 26일~1951년 10월 26일 (6년 3개월·2,283일)       | 노동당                       | 제1대장경 국방장관 (1945–1946)                 | 조지 6세                       |
| 윈스턴 처칠 Sir Winston Churchill (제3차)                                 |                                                         | 1951년 10월 26일~1955년 4월 7일 (3년 5개월 12일·1,259일)   | 보수당                       | 제1대장경 국방 장관 (1951–1952)                | 조지 6세 엘리자베스 2세        |
| 앤서니 이든 Sir Anthony Eden                                              |                                                         | 1955년 4월 7일~1957년 1월 10일 (1년 9개월 3일·644일)       | 보수당                       | 제1대장경                                      | 엘리자베스 2세                 |
| 제1대 스탁턴백작 해럴드 맥밀런 Harold Macmillan                           |                                                         | 1957년 1월 10일~1963년 10월 19일 (6년 9개월 8일·2,473일)   | 보수당                       | 제1대장경                                      | 엘리자베스 2세                 |
| 알렉 더글러스흄 Sir Alec Douglas-Home                                     |                                                         | 1963년 10월 19일~1964년 10월 16일 (11개월 27일·363일)      | 보수당                       | 제1대장경                                      | 엘리자베스 2세                 |
| 해럴드 윌슨 Harold Wilson (제1차)                                         |                                                         | 1964년 10월 16일~1970년 6월 19일 (5년 8개월 3일·2,072일)   | 노동당                       | 제1대장경 행정처 장관 (1968년–1970년)          | 엘리자베스 2세                 |
| 에드워드 히스 Edward Heath                                                |                                                         | 1970년 6월 19일~1974년 3월 4일 (3년 8개월 13일·1,354일)    | 보수당                       | 제1대장경                                      | 엘리자베스 2세                 |
| 해럴드 윌슨 Harold Wilson (제2차)                                         |                                                         | 1974년 3월 4일~1976년 4월 5일 (2년 1개월 1일·763일)        | 노동당                       | 제1대장경 행정처 장관                          | 엘리자베스 2세                 |
| 제임스 캘러헌 James Callaghan                                             |                                                         | 1976년 4월 5일~1979년 5월 4일 (3년 29일·1,124일)           | 노동당                       | 제1대장경 행정처 장관                          | 엘리자베스 2세                 |
| 마거릿 대처 Margaret Thatcher                                             |                                                         | 1979년 5월 4일~1990년 11월 28일 (11년 6개월 24일·4,226일)  | 보수당                       | 제1대장경 행정처 장관                          | 엘리자베스 2세                 |
| 존 메이저 John Major                                                      |                                                         | 1990년 11월 28일~1997년 5월 2일 (6년 5개월 4일·2,347일)    | 보수당                       | 제1대장경 행정처 장관                          | 엘리자베스 2세                 |
| 토니 블레어 Tony Blair                                                    |                                                         | 1997년 5월 2일~2007년 6월 27일 (10년 1개월 25일·3,708일)   | 노동당                       | 제1대장경 행정처 장관                          | 엘리자베스 2세                 |

## 21세기 총리 목록
| 초상       | 이름                                                     | 재임 기간 — 진행된 총선                                  | 겸임 직책                 | 소속                      | 내각                            | 군주 (재임 기간)                            |
| ---------- | -------------------------------------------------------- | -------------------------------------------------------- | ------------------------- | ------------------------- | ------------------------------- | ------------------------------------------- |
|            | 고든 브라운 (Gordon Brown, 1951– )                       | 2007.06.27~2010.05.11 (2년 10개월 14일·1,049일)          | – 제1대장경 – 행정처 장관 | 노동당                    | 브라운                          | 엘리자베스 2세 (1952-2022)                  |
| —          | 고든 브라운 (Gordon Brown, 1951– )                       |                                                          | – 제1대장경 – 행정처 장관 | 노동당                    | 브라운                          | 엘리자베스 2세 (1952-2022)                  |
|            | 데이비드 캐머런 (David Cameron, 1966– )                  | 2010.05.11~2016.07.12 (6년 2개월 1일·2,254일) 1회 연임   | – 제1대장경 – 행정처 장관 | 보수당                    | 캐머런 내각 (보수당–자유민주당) | 엘리자베스 2세 (1952-2022)                  |
| 2010, 2015 | 데이비드 캐머런 (David Cameron, 1966– )                  |                                                          | – 제1대장경 – 행정처 장관 | 보수당                    | 캐머런 내각 (보수당–자유민주당) | 엘리자베스 2세 (1952-2022)                  |
|            | 테레사 메이 (Theresa Mary May, 1956– )                   | 2016.07.13~2019.07.24 (3년 11일·1,106일)                 | – 제1대장경 – 행정처 장관 | 보수당                    | 메이                            | 엘리자베스 2세 (1952-2022)                  |
| 2017       | 테레사 메이 (Theresa Mary May, 1956– )                   |                                                          | – 제1대장경 – 행정처 장관 | 보수당                    | 메이                            | 엘리자베스 2세 (1952-2022)                  |
|            | 보리스 존슨 (Alexander Boris de Pfeffel Johnson, 1964– ) | 2019.07.24~2022.9.5 (3년 1개월 12일·1,139일)             | – 제1대장경 – 행정처 장관 | 보수당                    | 존슨                            | 엘리자베스 2세 (1952-2022)                  |
| 2019       | 보리스 존슨 (Alexander Boris de Pfeffel Johnson, 1964– ) |                                                          | – 제1대장경 – 행정처 장관 | 보수당                    | 존슨                            | 엘리자베스 2세 (1952-2022)                  |
|            | 리즈 트러스 (Mary Elizabeth Truss, 1975– )               | 2022.09.06~2022.10.25 (1개월 19일·49일) 영국 최단임 총리 | – 제1대장경 – 행정처 장관 | 보수당                    | 트러스                          | 엘리자베스 2세 (1952-2022) 찰스 3세 (2022-) |
| —          | 리즈 트러스 (Mary Elizabeth Truss, 1975– )               |                                                          | – 제1대장경 – 행정처 장관 | 보수당                    | 트러스                          | 엘리자베스 2세 (1952-2022) 찰스 3세 (2022-) |
|            | 리시 수낵 (Rishi Sunak, 1980– )                          | 2022.10.25~2024.07.05 (1년 255일·619일)                  | – 제1대장경 – 행정처 장관 | 보수당                    | 수낵                            |                                             |
| 2024       | 리시 수낵 (Rishi Sunak, 1980– )                          | 찰스 3세 (2022-)                                         | – 제1대장경 – 행정처 장관 | 보수당                    | 수낵                            |                                             |
|            | 키어 스타머 (Keir Starmer, 1962– )                       | 찰스 3세 (2022-)                                         | 2024.07.05~현재           | – 제1대장경 – 행정처 장관 | 노동당                          | 스타머                                      |
| —          | 키어 스타머 (Keir Starmer, 1962– )                       | 찰스 3세 (2022-)                                         |                           | – 제1대장경 – 행정처 장관 | 노동당                          | 스타머                                      |

## 같이 보기
- 재임 기간순 영국의 총리 목록
- 영국의 군주 목록
- 독일의 대통령 목록
- 프랑스의 대통령 목록
- 독일의 총리 목록